# Sismo de Sabah de 2015
O sismo de Sabah de 2015 (em malaio:   Gempa Bumi Sabah 2015) afetou a zona de Ranau, Sabah, Malásia na escala de magnitude de momento de 6,0 em 5 de junho de 2015, e durou cerca de 30 segundos. O sismo foi o mais forte a atingir a Malásia desde 1976.